# Anna Pröll
Anna Pröll (* 12. Juni 1916 in Augsburg-Pfersee als Anna Nolan; † 28. Mai 2006 in Augsburg) war eine deutsche Widerstandskämpferin in der Zeit des Nationalsozialismus.
Als Jugendliche war sie im Augsburger Widerstand aktiv und wurde 1934 wegen „Vorbereitung zum Hochverrat“ zu einer Haftstrafe von insgesamt 21 Monaten Gefängnis verurteilt. Nach ihrer Entlassung kam sie als Schutzhäftling in ein KZ. Bis ins hohe Alter trat Anna Pröll als eine der letzten Überlebenden des Augsburger Widerstandes für Antifaschismus und Demokratie ein, wurde dafür 2002 mit dem Bundesverdienstkreuz ausgezeichnet und 2003 erste  Ehrenbürgerin von Augsburg.

## Leben

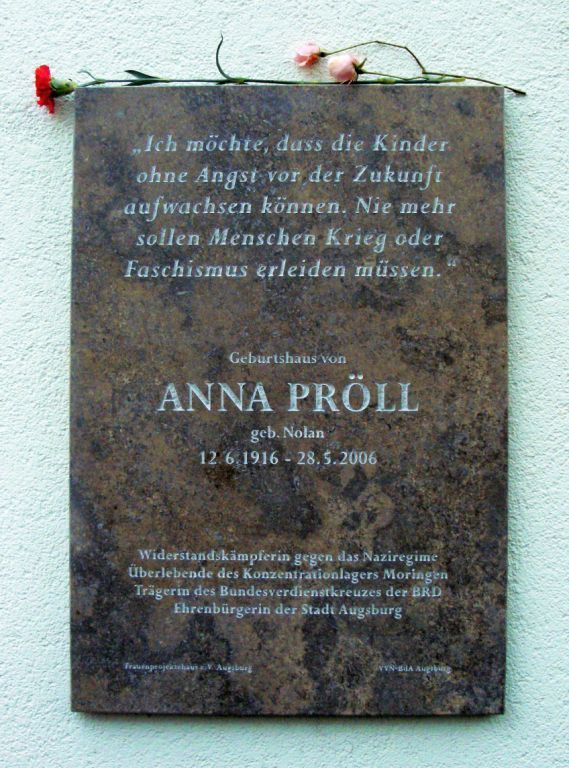
Gedenktafel für Anna Pröll in der Augsburger Straße in Pfersee

Geprägt wurde ihre Überzeugung bereits aus ihrer Familie: Anna Nolan erlebte die Verhaftung von Vater und Mutter. 1931 schloss sich die 15-jährige Anna dem Kommunistischen Jugendverband (KJVD) an, nachdem sie ihren Vater Karl Nolan von einer KPD-Versammlung abgeholt und dort eine Rede über die Arbeitsbedingungen von Frauen in Augsburg gehört hatte. Als 1933 Annas Mutter Rosa Nolan als Mitglied der Roten Hilfe verhaftet wurde, „gab es ein Stocken in der politischen Arbeit für uns … Wir Jungen, wir haben ja schon vorher Polizeiverhöre geübt. Man war also schon gefasst, dass das kommen kann. Dann, wie meine Eltern verhaftet waren, bin ich jeden Tag nach der Arbeit vor dem Katzenstadel gestanden, wo meine Mutter einsaß.“ Karl Nolan war Kriegsteilnehmer im Ersten Weltkrieg gewesen. Er hatte dort so Schreckliches erlebt, dass ihm Friedensarbeit neben der Arbeit im Turn- und Sportverein zum wichtigsten Lebensinhalt wurde. 1932 verteilte er Flugblätter gegen den Krieg und wurde deswegen von einem Soldaten angezeigt. Nolan wurde zu einem Jahr Zuchthaus verurteilt wegen „Zersetzung der Wehrkraft“. Noch im Jahre 1932 musste er seine Strafe antreten.
Anna Nolan war eine der wichtigsten Figuren der Gruppe Jugendlicher, die den Widerstand in Augsburg versuchten. Eines der 1933 in Oberhausen verteilten Flugblätter lautete: „Proleten! Kampfgenossen! Unaufhaltsam wütet der Mordfaschismus weiter. Täglich fordert der Aasgeier des Kapitalismus neue Opfer. 50.000 revolutionäre Arbeiter schmachten im Kerker. Wollt Ihr sie wie Freiwild den faschistischen Tyrannen ausgesetzt lassen? Arbeiter heraus! Duldet es nicht länger. Es ist Blut von Eurem Blut. Darum kämpft mit uns Kommunisten!“ Anna Pröll sagte 1999 dazu:
„Da hatte man eine andere Sprache als heute - wir wollten die Menschen aufrütteln.“
Im September 1933 flog die Augsburger Jugendgruppe auf. Dennoch fanden sich in der Stadt wieder Jugendliche, die sich nicht von der Brutalität der Polizei und der SS abschrecken ließen und die Arbeit weiterführten. Mittlerweile hatten sich die Grausamkeiten im KZ Dachau herumgesprochen. Man wusste, dass der Augsburger KPD-Chef Leonhard Hausmann von dem SS-Wachmann Ehmann ermordet worden war. Der Kreis der jugendlichen Widerständler erweiterte sich. Sie rekrutierten sich auch aus sozialistischen und christlichen Gruppen.
Im Juni 1934 wurden Anna Nolan, ihre Widerstandsgruppe und Annas Vater Karl, der inzwischen aus der Haft entlassen worden war, vor Gericht gestellt. Vater und Tochter wurden wegen „Vorbereitung zum Hochverrat“ verurteilt. Die 17-jährige Anna wurde zu einer Haftstrafe von insgesamt 21 Monaten im Frauengefängnis Aichach verurteilt. Als sie dort unerlaubt Kontakt zu einer Genossin aufnahm, bestrafte man sie mit Dunkelhaft. Nach ihrer Entlassung kam sie wie alle politisch Verurteilten in „Schutzhaft“ und wurde ins KZ Moringen gebracht. Im KZ Moringen war sie unter den politischen Häftlingen die Jüngste. Nur durch die Hilfe der mitgefangenen Frauen überlebte sie. „Die gegenseitige Solidarität im Lager prägte mich für mein ganzes Leben“, berichtete sie.
Später wurden die Frauen ins KZ Ravensbrück verlegt. Anna Nolan wurde vorher entlassen. Heinrich Himmler  hatte das KZ Moringen besucht und Anna gefragt: „Was hältst du nun von unserem dritten Reich?“ Anna Nolan antwortete: „Ich habe es nur von der schlechtesten Seite kennengelernt.“ Sie wurde dennoch entlassen. Der einzige Grund: Sie war blond und hatte blaue Augen.
Von nun an musste sie sich täglich bei der Polizei in Augsburg melden. Auch ihr Privatleben wurde ständig überwacht und von Nachbarn im Auftrag der Polizei bespitzelt. Sie heiratete Josef Pröll. Da beide schon einige Jahre KZ-Haft hinter sich hatten, war die Hochzeit von der Polizei verboten worden. Josef Pröll war 1933 erstmals verhaftet worden und verbrachte bis Kriegsende mehr als acht Jahre in verschiedenen Konzentrationslagern, darunter KZ Dachau, KZ Buchenwald und KZ Natzweiler. Seine beiden Brüder Fritz Pröll und Alois Pröll starben eines gewaltsamen Todes in den Konzentrationslagern Dachau und Dora.
Annas Vater Karl Nolan wurde im Alter von 39 Jahren im KZ Dachau ermordet.
Bis ins hohe Alter trat Anna Pröll als eine der letzten Überlebenden des Augsburger Widerstandes für Antifaschismus und Demokratie in Augsburg ein. Sie war langjähriges Mitglied der VVN-BdA. Wegen ihrer Verdienste regten der Vorsitzende der israelitischen Kultusgemeinde Gernot Römer und die Historikerin Annette Eberle anlässlich des 80. Geburtstages von Anna Pröll 1996 bei dem damaligen Oberbürgermeister Peter Menacher (CSU) die Verleihung der Ehrenbürgerschaft an sie an. Dies wurde damals abgelehnt.

Durch den Dokumentarfilm Anna, ich hab Angst um dich von ihrem Sohn Josef Pröll und Wolfgang Kucera, der das Leben Anna Prölls von 1916 an beschreibt, wurde ihr mutiges Leben so bekannt, dass sie vom damaligen Augsburger Oberbürgermeister Paul Wengert (SPD) im Jahr 2003 doch als Ehrenbürgerin der Stadt Augsburg ausgezeichnet wurde. Sie ist die erste Frau seit 215 Jahren, an die in Augsburg die  Ehrenbürgerwürde verliehen wurde.
Ein Jahr vor der Ehrung in Augsburg wurde Anna Pröll am 10. September 2002 in der Bayerischen Staatskanzlei in München mit dem Bundesverdienstkreuz ausgezeichnet. Der Bayerische Ministerpräsident Edmund Stoiber (CSU) überreichte die Urkunde. Anna Pröll sagte, sie nehme die Auszeichnung nur als Ehrung derjenigen an, die die Konzentrationslager nicht überlebten. Im Namen der Lagergemeinschaft Ravensbrück/Freundeskreis (LGRF) gratulierte ihr deren Vorsitzende Rosel Vadehra-Jonas. Unter anderem sagte sie: „Diese Auszeichnung ist eine Würdigung Deines langen und aufopferungsvollen Kampfes gegen den Faschismus und Deines unermüdlichen Engagements gegen das Vergessen.“
Zwei Wochen vor ihrem neunzigsten Geburtstag starb Anna Pröll am 28. Mai 2006.

## Gedenken
Am 1. November 2008 wurde an ihrem Geburtshaus in der Augsburger Straße 5 in Pfersee eine Gedenktafel mit einem Zitat Anna Prölls angebracht: „Ich möchte, dass die Kinder ohne Angst vor der Zukunft aufwachsen können. Nie mehr sollen Menschen Krieg oder Faschismus erleiden müssen.“ 2018 wurde eine Schule in Gersthofen nach Anna Pröll benannt. Im Jahr 2021 wurden auf dem Gelände der Schule Stolpersteine für Anna Pröll und ihren Ehemann verlegt.